# Henry Viccellio Jr.

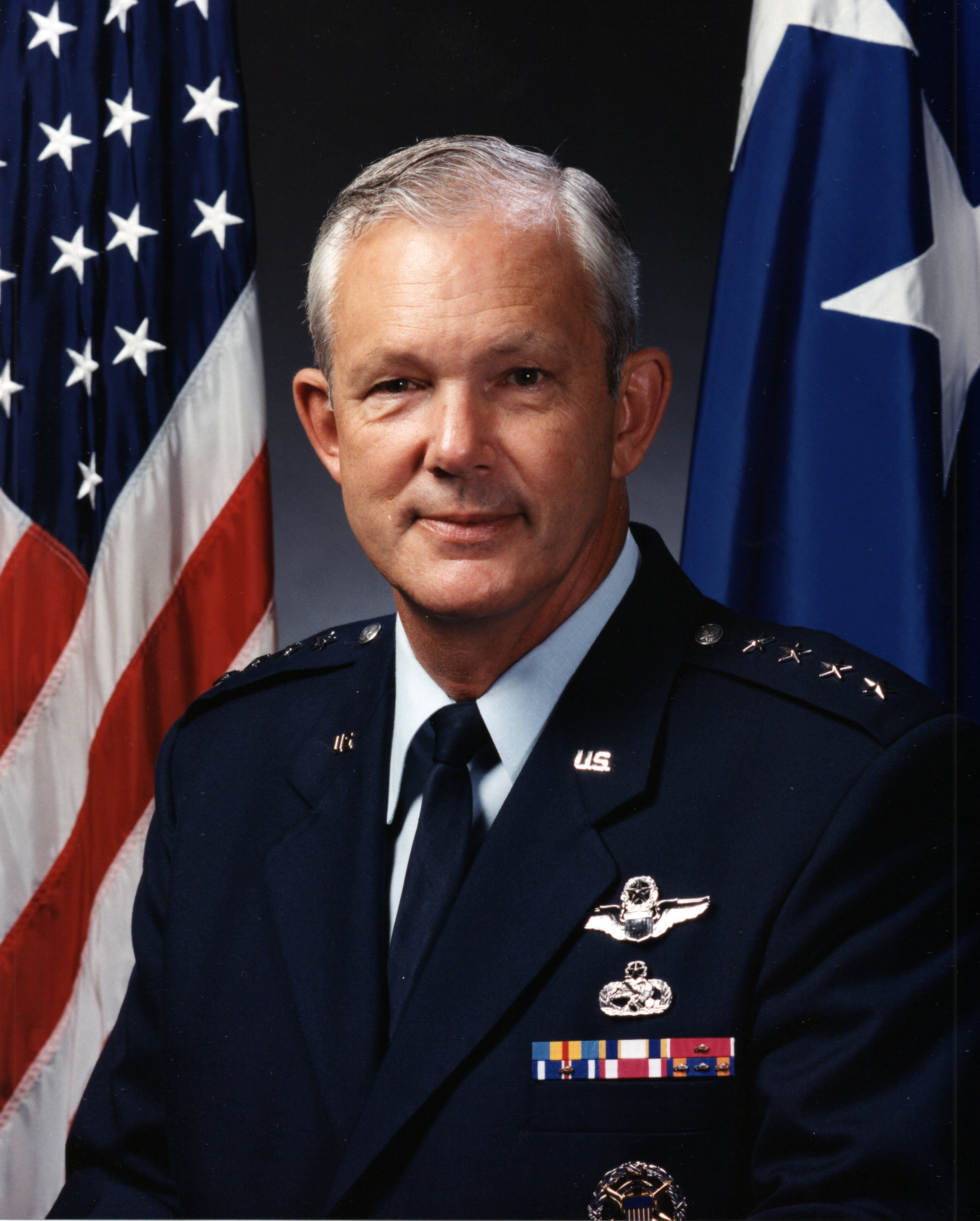
Henry Viccellio Jr.

Henry Viccellio Jr. (* 4. August 1940 in San Francisco, Kalifornien) ist ein pensionierter General der United States Air Force. Er war unter anderem Kommandeur des Air Education and Training Commands und des Air Force Materiel Commands.
Im Jahr 1962 absolvierte er die United States Air Force Academy in Colorado Springs. Nach seiner Graduation wurde er als Leutnant in das Offizierskorps der Air Force aufgenommen. In der Folge durchlief er alle Offiziersgrade vom Leutnant bis zum Vier-Sterne-General.
Im Lauf seiner militärischen Karriere absolvierte er verschiedene Kurse und Schulungen. Dazu gehörten unter anderem eine Ausbildung zum Kampfpiloten und weitere Fortbildungskurse als Pilot neuer Flugzeugtypen und das Armed Forces Staff College in Norfolk in Virginia. Außerdem erhielt er akademische Grade von der Nationalen Autonomen Universität von Mexiko und der American University.
In seinen frühen Jahren als Offizier der Luftwaffe war er auf verschiedenen Stützpunkten in den Vereinigten Staaten stationiert. Dabei war er als Pilot, Flugausbilder oder Stabsoffizier bei unterschiedlichen Einheiten tätig. Dazwischen absolvierte er die erwähnten Schulungen. Zwischen Oktober 1965 und Oktober 1966 war er als Kampfpilot im Vietnamkrieg eingesetzt. Dabei war er auf einem Luftwaffenstützpunkt in Thailand stationiert. Zwischen November 1971 und Januar 1973 tat er auf der Osan Air Base in Südkorea Dienst.
In den Jahren 1977 bis 1981 war Henry Viccellio auf der Randolph Air Force Base in Texas Stabsoffizier bei der dort angesiedelten Personalverwaltung der Luftwaffe (Air Force Manpower and Personnel Center). Es folgte eine Versetzung zur Shaw Air Force Base in South Carolina, wo er zwischen März und September 1981 stellvertretender Kommandeur des 507. Taktischen Geschwaders (507th Tactical Air Control Wing) war. Danach wurde er auf der MacDill Air Force Base in Florida zunächst stellvertretender und später regulärer Kommandeur des 56. Taktischen Geschwaders (56th Tactical Training Wing). Dort verblieb er bis März 1983.
Zwischen März 1983 und Juni 1985 kommandierte Vicellio auf der Langley Air Force Base in Virginia das 1. Taktische Geschwader (1st Tactical Fighter Wing). Danach war er bis zum September 1986 auf der Kelly Air Force Base in Texas stellvertretender Leiter des San Antonio Air Logistics Centers. Anschließend leitete er bis zum April 1989 die G4-Stabsabteilung für Logistik beim Tactical Air Command auf der Langley AFB. Danach war er bis September 1989 stellvertretender Kommandeur dieses Commands.
Es folgte eine Versetzung zum Hauptquartier der Luftwaffe. Dort leitete Henry Viccellio zwischen September 1989 und Mai 1991 dessen Stabsabteilung für Logistik. Zwischen dem 17. Mai 1991 und dem 1. Dezember 1992 bekleidete er das Amt des Director of the Joint Staff, eine der höchsten Stabsoffiziersstellen bei den Joint Chiefs of Staff. Danach kehrte er zur Randolph AFB in Texas zurück. Dort übernahm er am 11. Dezember 1992 das Kommando über den gerade neu geschaffenen Air Education and Training Command. Dieses Kommando bekleidete er bis zum 20. Juni 1995 als Billy J. Boles seine Nachfolge antrat. In der Folge wurde Viccelio zur Wright-Patterson Air Force Base in Ohio versetzt. Dort übernahm er als Nachfolger von Ronald W. Yates das Kommando über das Air Force Materiel Command. Diese Stelle hatte er bis Ende Mai 1997 inne als George T. Babbitt jr. seine Nachfolge antrat. Gleichzeitig schied er aus dem aktiven Militärdienst aus.
Während seiner aktiven Zeit als Militärpilot absolvierte er über 3300 Flugstunden auf verschiedenen Flugzeugtypen.

## Daten der Beförderungen
| Abzeichen | Rang               | Jahr             |
| --------- | ------------------ | ---------------- |
|           | Second Lieutenant  | 6. Juni 1962     |
|           | First Lieutenant   | 6. Dezember 1963 |
|           | Captain            | 6. Dezember 1966 |
|           | Major              | 1. März 1971     |
|           | Lieutenant Colonel | 1. Mai 1975      |
|           | Colonel            | 1. Mai 1978      |
|           | Brigadier General  | 1. Oktober 1984  |
|           | Major General      | 1. August 1987   |
|           | Lieutenant General | 1. Mai 1989      |
|           | General            | 1. Dezember 1992 |

## Orden und Auszeichnungen
Henry Viccellio erhielt im Lauf seiner militärischen Laufbahn unter anderem folgende Auszeichnungen:
- Defense Distinguished Service Medal
- Air Force Distinguished Service Medal
- Legion of Merit
- Air Medal
- Distinguished Flying Cross
- Meritorious Service Medal
- Gallantry Cross (Südvietnam)